# 西蒙·列維耶夫
西蒙·列維耶夫（英語：Simon Leviev，希伯來語：‎，本名：Shimon Yehuda Hayut，1990年9月27日—），以色列猶太裔詐騙犯，曾經以龐氏騙局的手法於2017-19年間欺騙多名歐洲女子，騙取總額超過1千萬歐元的款項。其罪行於2019年遭挪威《世道報》大肆報導而廣為人知，並給他冠以Tinder騙子（The Tinder Swindler）的稱號。該事蹟及後被製成紀錄片於2022年在Netflix首播。

## 外部連結
- The Tinder Swindler （页面存档备份，存于）《世道報》的報導（英文）